# Livistona speciosa
Livistona speciosa (, en tailandés: เมล็ดค้อ) es una especie de planta fanerógama perteneciente a la familia Arecaceae. 

## Descripción
Es una palmera que puede alcanzar un tamaño de 25 m de altura y un diámetro de 30 cm. Tiene grandes hojas en forma de abanico.
Livistona speciosa se encuentra en todo el sudeste de Asia, desde el sur de China a Vietnam, Tailandia, Birmania, Laos, Camboya, Bangladés, y la península de Malasia. En Tailandia se conoce como Malet kho o kho, siendo este último un nombre que comparte con el roble de Ceilán.

## Taxonomía
Livistona speciosa fue descrita por Wilhelm Sulpiz Kurz y publicado en Journal of the Asiatic Society of Bengal 240, t. 13–14. 1874.
Etimología
Livistona: nombre genérico otorgado en honor de Patrick Murray, Barón Livingstone, quien construyó un jardín en su finca de Livingstone, al oeste de Edimburgo, Escocia, en la última parte del siglo XVII.
speciosa: epíteto latino que significa "del sur".
Sinonimia
- Livistona fengkaiensis X.W.Wei & M.Y.Xiao
- Saribus speciosus (Kurz) Kuntze[8]